# Land- und Stadtgericht Medebach
Das Land- und Stadtgericht Medebach war von 1839 bis 1849 ein preußisches Land- und Stadtgericht mit Sitz in Medebach.

## Geschichte
Das Land- und Stadtgericht Medebach entstand zum 1. Januar 1839 aus dem aufgelösten Justizamt Medebach. Im Sprengel lebten anfangs 11.675 Gerichtseingesessene. Am Gericht waren ein Direktor, zwei Assessoren und sechs nicht-richterliche Mitarbeiter beschäftigt.
Nach der Märzrevolution wurden in Preußen die Patrimonialgerichte abgeschafft und einheitlich Kreisgerichte geschaffen. Das Land- und Stadtgericht Medebach wurde aufgelöst und stattdessen die Gerichtsdeputation Medebach des Kreisgerichts Brilon im Bezirk des Appellationsgerichts Arnsberg geschaffen.